# Lope de Vega
Félix Lope de Vega y Carpio (Madrid, 25 novembre 1562 – Madrid, 27 agosto 1635) è stato uno scrittore, poeta e drammaturgo spagnolo.
Vissuto nel Siglo de Oro spagnolo, fu incredibilmente prolifico ed è nel numero ristretto dei più famosi autori di teatro del mondo. Lope de Vega coltivò ogni tipo di genere letterario, con l'eccezione del romanzo picaresco. La sua vita e la sua opera furono caratterizzate del resto sempre da estrema esuberanza. Fu amico di Quevedo e di José de Valdivielso, ma anche rivale di Alarcón e Cervantes. Lo stesso Cervantes lo definì monstruo de naturaleza, ossia "prodigio della natura", per la sua facilità nello scrivere.
In effetti il suo catalogo è quanto mai cospicuo. Scrisse oltre tremila sonetti, tre romanzi, quattro racconti, nove epopee, tre poemi didattici, varie centinaia di commedie, addirittura milleottocento, secondo il catalogo di Juan Pérez de Montalbán, suo allievo e primo biografo. Lo studioso Rennert y Castro porta il catalogo a settecentoventitrè opere, di cui settantotto di attribuzione errata o dubbia, duecentodiciannove perdute, cosicché il repertorio drammatico di Lope si "ridurrebbe" oggi a quattrocentoventisei opere.

## Biografia

### Le origini
Era originario di una famiglia della classe media urbana, della Valle de Carriedo, nella montagna di Cantabria. Non si sa nulla di certo della madre Francisca Fernández Flórez, mentre sappiamo che il padre, Félix de Vega, era ricamatore e aveva deciso di recarsi a Madrid nel 1561, attratto dalle possibilità che poteva offrire la sua recente promozione a capitale, sebbene Lope affermasse che era andato in città per un'avventura amorosa da cui lo riconquistò la futura madre; lo scrittore sarebbe il frutto di questa riconciliazione.

### Le precoci doti
La vita di colui che sarebbe stato chiamato, a causa della sua formidabile fecondità, "la Fenice dei Drammaturghi" (Fénix de los ingenios), fu agitata da ogni tipo di slancio amoroso. Dotato di un'incredibile intelligenza, dimostrò precocemente le sue doti straordinarie, tanto che a soli cinque anni leggeva il latino ed era in grado di improvvisare versi prima di saper scrivere e a quattordici anni compose la sua prima commedia.

### La formazione scolastica
Riconosciuto il suo talento, verso i cinque anni fu iscritto alla scuola di Madrid il cui direttore era il poeta e musicista Vicente Espinel, che egli sempre citò con venerazione nelle sue opere. Continuò la sua formazione scolastica nella Compagnia di Gesù, che più tardi divenne il Collegio Imperiale (1574). Quindi pare che abbia studiato quattro anni (1577-1581) nell'università di Alcalá de Henares, sebbene non sia riuscito a ottenere nessun titolo accademico. Don Jerónimo de Manrique, entrato molto giovane al servizio del vescovo di Cartagena, inquisitore generale e più tardi vescovo di Avila, fu colui che pagò gli studi a Félix Lope de Vega, conquistato dal suo talento e con la speranza che seguisse la carriera ecclesiastica. I disordini nello studio provocati dalle già manifeste effusioni amorose del ragazzo, troppo attratto dal sesso femminile per diventare un ecclesiastico, modificarono la sua vocazione. Lasciò quindi gli studi e non conseguì il baccellierato.

### Gli amori
Per guadagnarsi da vivere lavorò come segretario di alcuni grandi di Spagna, come scrittore di commedie e provò inoltre la carriera militare, con scarsa fortuna. Si arruolò così nella squadra che, al comando di don Álvaro de Bazán, primo marchese di Santa Croce, salpò da Lisbona nel giugno 1583 con il proposito di sottomettere l'isola Terceira delle Azzorre, dove Antonio, Priore di Crato, aspirante al trono portoghese, si opponeva all'autorità di Filippo III. Al suo ritorno conobbe il primo dei suoi grandi amori, Elena Osorio, "Filis", figlia dell'impresario teatrale Jerónimo Velázquez, separata dal marito. Ma, nel 1587, quando seppe che un importante personaggio, Francisco Perrenot Granvela, era il suo rivale in amore, fece circolare alcuni poemi o libelli ingiuriosi nei confronti di Elena e della sua famiglia, per cui fu condannato a quattro anni di esilio dalla Corte e a due dal Regno di Castiglia, e alla morte nel caso che trasgredisse a una di queste disposizioni.
Alcuni anni più tardi, Lope ricorderà il suo amore con Elena Osorio nella novella dialogata (la denominò "azione in prosa") secondo la maniera celestinesca La Dorotea. Ma Lope si era già innamorato di un'altra donna: il 10 maggio 1588 si sposò con Isabel de Alderete o de Urbina, "Belisa" nelle sue poesie. In questo periodo si arruolò nell'Invincibile Armata, più in concreto nel galeone San Juan, probabilmente a istanze della famiglia di Isabel, che non vedeva di buon occhio il matrimonio della giovane con un uomo socialmente inferiore; e scrisse un poema epico in ottava reale alla maniera di Ludovico Ariosto: La bellezza di Angelica; nel dicembre 1588 la grande armata fu sconfitta e dovette far ritorno con essa, dirigendosi a Valencia, dove l'apettava sua moglie, dopo aver infranto la condanna passando da Toledo.
Con Isabel de Urbina visse nella capitale della Turia e lì continuò a perfezionare la sua formula drammatica, assistendo alle opere di una serie di appartenenti all'Accademia dei notturni, fra cui il canonico Francisco Agustín Tárrega, il segretario del Duca di Gandia Gaspar de Aguilar, Guillén de Castro, Carlos Boil e Ricardo del Turia. Lì imparò a disobbedire all'unità dell'azione narrando due storie contemporaneamente nella stessa opera, in quello che è denominato "imbroglio all'italiana". Dopo i due anni di esilio dal Regno, Lope si trasferì a Toledo è lì servì don Francisco de Ribera Barroso, che divenne più tardi il secondo marchese di Malpica, e, qualche tempo dopo, il quinto duca di Alba, don Antonio de Toledo y Beamonte, attraverso il quale divenne gentiluomo di camera alla corte ducale di Alba de Tormes, dove visse tra il 1592 e il 1595. È possibile que qui conoscesse le opere teatrali di Juan del Encina e di Lucas Fernández, che magari influirono nella sua elaborazione del personaggio comico del grazioso, perfezionando ancor di più la sua forma drammatica. Nell'autunno 1594 morì Isabel de Urbina mentre stava dando alla luce la figlia Teodora. Scrisse nell'occasione la novella pastorale L'Arcadia.
Nel dicembre 1595 gli fu condonata la pena e poté tornare a Madrid, dove s'innamorò di Micaela de Luján, la "Celia" o "Camila Lucinda" delle sue poesie, signora fine, ma non colta, e sposata, con la quale mantenne una relazione fino al 1608 e dalla quale ebbe sette figli, fra cui due dei suoi preferiti: Marcela (nata nel 1606) e Lope Félix (del 1607). Dal 1608 si perdono le tracce di Micaela de Luján, unica fra le amanti importanti di Lope la cui separazione non fu narrata nelle sue opere. Ciò nonostante, già nel 1598 aveva contratto seconde nozze, probabilmente per necessità economiche, con Juana de Guardo, figlia di un ricco fornitore di carni della Corte, volgare e poco aggraziata, per cui scrittori satirici come Luis de Góngora si burlarono di lui in poemi infamanti. Da lei ebbe un figlio molto amato, Carlos Félix, e tre figlie. Per molti anni Lope si divise fra le due donne e un numero indeterminato di amanti, fra cui molte attrici, tra le quali ricordiamo Jerónima de Burgos, succeduta a Micaela de Luján. Per mantenere le donne e i figli, legittimi e illegittimi, dovette lavorare sodo, scrivendo in particolar modo poesie liriche e commedie, molto spesso di qualità non elevata e senza correggere gli errori. Solo quando ebbe 38 anni le corresse e le pubblicò e, come primo scrittore professionale di letteratura spagnola, fece in modo di conseguire i diritti d'autore di coloro che le avevano pubblicate senza averne il diritto; riuscì almeno a correggere gli errori causati dagli editori stessi. Dal 1605 fu al servizio di Luis Fernández de Córdoba y de Aragón, duca di Sessa, relazione che lo tormentò quando prese gli ordini sacri, mentre il nobile continuava a utilizzarlo come intermediario amoroso invece che come segretario, per cui il suo confessore gli negò l'assoluzione.

### La crisi esistenziale

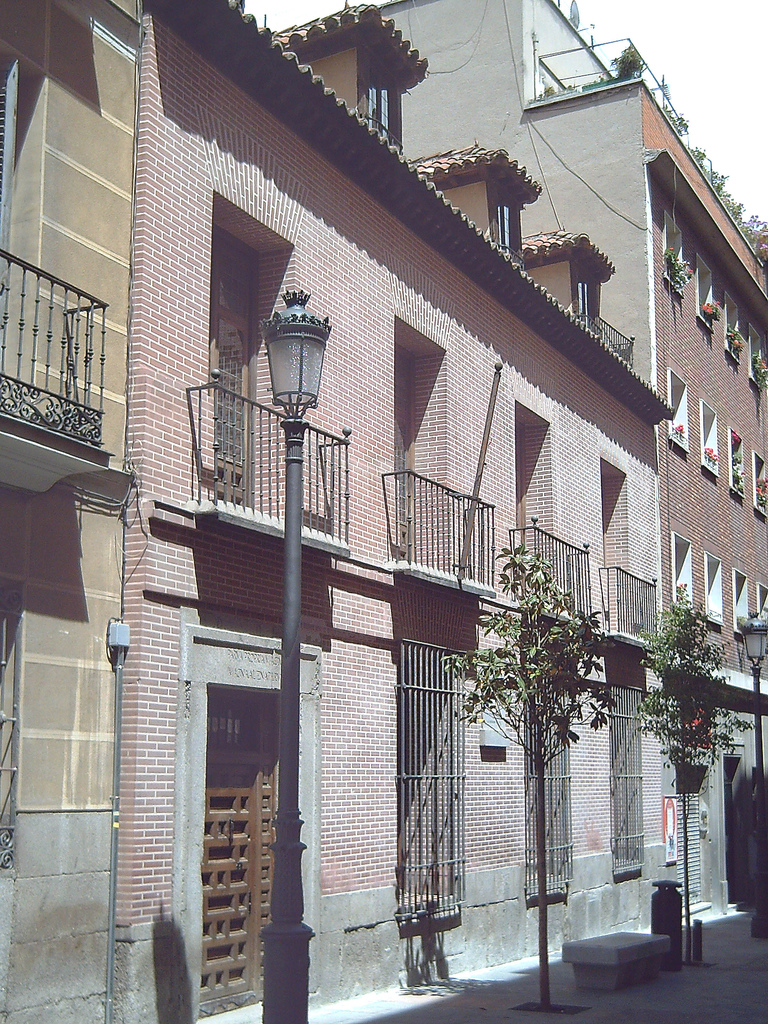
Casa di Lope de Vega a Madrid (1610-1635).

Nel 1609 entrò a far parte della confraternita degli Schiavi del Santissimo Sacramento nell'Oratorio del Caballero de Gracia, a cui partecipavano quasi tutti gli scrittori importanti di Madrid, fra cui Francisco de Quevedo, che era amico personale di Lope, e Miguel de Cervantes, con cui non fraternizzò, e l'anno seguente si trasferì all'oratorio della strada Olivar. È il periodo di una profonda crisi esistenziale, probabilmente causata dalla morte dei suoi parenti prossimi, che lo portò sempre più verso il sacerdozio. A questa ispirazione rispondono le sue Rime sacre (Rimas sacras) e le numerose opere devote che incomincia a comporre, così come l'ispirazione filosofica che promana dagli ultimi versi. Doña Juana de Guardo soffrì frequenti malattie e nel 1612 Carlos Félix morì di febbri. Il 13 agosto dell'anno seguente morì Juana de Guardo mentre dava alla luce Feliciana. Tante disgrazie convinsero quindi Lope a prendere i voti sacerdotali il 24 maggio 1614.
L'esperienza letteraria di questa crisi e i pentimenti diedero luogo alle Rime sacre, pubblicate nel 1614, libro introspettivo nei sonetti (utilizza la tecnica degli esercizi spirituali che apprese nello studio con i gesuiti) e devoto per le poesie dedicate a diversi santi o ispirati dall'iconografia sacra, così come suggerito dalle raccomandazioni emanate dal Concilio di Trento. Fu influenzato dalla rivoluzione estetica provocata dalle Solitudini (Soledades) di Luis de Góngora e, nonostante aumentasse la tensione estetica della sua poesia e incominciassero ad apparire ripetizioni alla fine delle strofe, prese distanza dal culteranismo estremo e continuò a seguire la sua caratteristica mescolanza fra il concettismo, il culto del casticismo castigliano e l'eleganza italiana. Inoltre, ironizzò riguardo alla nuova estetica; Góngora reagì con alcune satire a questa ostilità, che il Fénix espresse sempre in maniera indiretta, approfittando di qualunque angolo delle sue commedie per attaccare, più che Góngora stesso, i suoi discepoli, un modo intelligente di affrontare la nuova estetica e correlato alla sua concezione della satira.
Negli ultimi anni della sua vita tornò a innamorarsi; si trattò di un grande amore, sacrilego, in quanto già sacerdote, per la bellissima Marta de Nevares, che appare nei suoi versi con il nome di "Amarilis" o "Marcia Leonarda" e i cui occhi verdi incantavano Lope (ne cantò in varie poesie), sebbene diventassero ciechi per una malattia; la donna impazzì, per cui il Fénix dovette dedicare i suoi ultimi giorni a curarla. In quest'epoca della vita coltivò specialmente la poesia comica e filosofica, sdoppiandosi nell'eteronomo burlesco Tomé de Burguillos e meditando serenamente sulla vecchiaia e sulla sua pazza gioventù.

## Opere

### Opere narrative
La prima novella che scrisse, L'Arcadia (La Arcadia, 1598), è una novella pastorale in cui incluse numerose eccellenti poesie; di fatto, il successo dell'opera era dovuto principalmente a questi versi. I pastori di Betlemme (Los pastores de Belén, 1612) è un'altra opera pastorale, dedicata al tema divino, e vi incluse, di nuovo, numerosi poemi sacri. Fra le due apparve la novella bizantina Il pellegrino nella sua patria (El peregrino en su patria, 1604), che si distingue dagli altri pezzi del genere perché è ambientata interamente in Spagna e include quattro atti sacramentali.
La Filomena e La Circe sono antologie poetiche che contengono quattro novelle corte di tipo italianizzante, dedicate a Marta de Nevares, e che sono edite solitamente sotto il titolo di Novelle a Marcia Leonarda (Novelas a Marcia Leonarda), soprannome che diede alla sua amante in molti testi. Alla tradizione de La Celestina, la commedia umanistica in lingua volgare, si ascrive La Dorotea, "azione in prosa", in cui narra in forma dialogata il suo frustrato amore giovanile con Elena Osorio. Inoltre, si pensa che intervenne con altri autori, in particolare con Pedro Liñán de Riaza, nell'elaborazione della Seconda parte del Don Chisciotte (Segunda parte de Don Quijote), firmata da un inesistente Alonso Fernández de Avellaneda.

### Opere liriche
La sua opera poetica utilizzò tutte le forme possibili e lo attrasse anche la lirica popolare, che inserì frequentemente nelle sue commedie, e la culterana di Góngora, sebbene, in generale, difese il verso claro, poiché il suo ideale poetico consisteva in un colto casticismo che sovrapponeva la lirica canzonerile del XV secolo, la tradizione del Romancero, che sentiva naturale nella lingua spagnola, e l'eleganza e le dolcezza della metrica e dei temi italiani.
Compose, oltre a La Filomena e La Circe già citate, tre collezioni di versi lirici: le Rime (Rimas, 1604), le Rime sacre (Rimas sacras, 1614) e le Rime umane e divine di Tomé Burguillos (Rimas humanas y divinas de Tomé Burguillos, 1634). Questi libri possono ascriversi alla corrente lirica denominata Petrarchismo, per cui sono strutturate come il Canzoniere: una serie di sonetti, canzoni e poemi in altri metri e alcune ecloghe. Il primo, Rime, è manierista, e vi abbondano i procedimenti della disseminazione e della ricollezione, le correlazioni e i sonetti di tema mitologico alla maniera di Juan de Arguijo. A questo gruppo furono aggiunte anche diverse ecloghe e composizioni in altri metri. Nelle Rime sacre si testimonia la crisi spirituale dell'autore, che realizza un'analisi introspettiva mediante la tecnica degli esercizi spirituali dei gesuiti. Insieme con il piccolo canzoniere spirituale vi sono una serie di poesie dedicate a diversi santi e temi sacri, come se fossero scenografie teatrali per le sue commedie dei santi. Infine, nelle sue Rime umane e divine, Lope si inventa un eteronomo, come il Belardo delle sue commedie, Tomé Burguillos, un poeta povero innamorato di una lavandaia, Juana. Si tratta di un canzoniere parodico dei temi e degli stili del canzoniere petrarchista, dimostrando che Lope de Vega era un grande umorista, molto fine e intelligente. Inoltre, sono intercalati alcuni poemi seri e alcune meditazioni che rivelano le preoccupazioni filosofiche che ponderava nella sua vecchiaia.
Oltre questi poemi lirici, che formano indubitabilmente una serie, apparirono altri componimenti: La bellezza di Angelica, con altre poesie diverse (La hermosura de Angélica, con otras diversas rimas, 1602); Quattro soliloqui (Cuatro soliloquios, 1612), con lo pseudonimo di Gabriel Padecopeo; Romanziere spirituale (Romancero espiritual, 1619), costituito da 32 romanze devote estratte in gran parte da I pastori di Betlemme e dalle Rime sacre; Trionfi divini, con altre Rime sacre (Triunfos divinos, con otras Rimas sacras, 1625); Soliloqui amorosi di un'anima a Dio (Soliloquios amorosos de un alma a Dios, 1626) e Lauro di Apollo, con altre rime (Laurel de Apolo, con otras rimas, 1630), in cui si ricapitola, come già aveva fatto Cervantes nel suo Viaggio del Parnaso (Viaje del Parnaso), il panorama poetico del suo tempo.

### Poemi narrativi
Lope de Vega provò a raggiungere la gloria e la fama anche come poeta epico, attraverso vari progetti, più o meno paralleli alla serie delle Rime: La Dragontea narra, approfittando della sua esperienza biografica sulle navi con il Marchese di Santa Croce, la lotta contro il pirata inglese Francis Drake (1598) nello stile manierista del poeta tecnico che si percepisce bene anche nelle Rime. La Gerusalemme conquistata, epopea tragica (Jerusalén conquistada, epopeya trágica, 1609) narra di una crociata in terra santa, in cui l'autore si sforza di giustificare dal punto di vista storico la presenza degli spagnoli. Infine, La gattomachia (La Gatomaquia, 1634) costituisce un esempio di epica burlesca, che corrisponde al Lope comico e filosofico degli ultimi anni. Oltre a questi poemi di epica colta, non bisogna dimenticare piccoli poemi di ambizione più umile, in cui appare il grande amore che Lope sentiva per la campagna e le cose semplici, come L'Isidro (El Isidro, 1599), agiografia composta in onore del patrono di Madrid, San Isidro, el Labrador.
D'altra parte, ne La bellezza di Angelica (La hermosura de Angélica, 1602) Lope prova a comporre un poema narrativo cavalleresco sulla falsariga di quelli di Ludovico Ariosto. Incominciato nel 1588 e pubblicato nel 1602 con la I Parte delle Rime e con un altro poema epico, la Dragontea, ne La bellezza di Angelica il giovane Lope de Vega tenta di sedurre il colto pubblico della corte, fondendo nei quasi 12.000 versi la scrittura in ottave dei romanzi rinascimentali con la lirica del romanziere moresco e le tecniche narrative della novella bizantina, per cui, senza dubbio, può essere considerato una specie di enciclopedia in cui si ricapitola tutta l'erudizione del poeta e a cui si possono ricondurre lunghi frammenti, immagini e situazioni che saranno risemantizzate in altre commedie e opere del Fénix.

### Opera drammatica

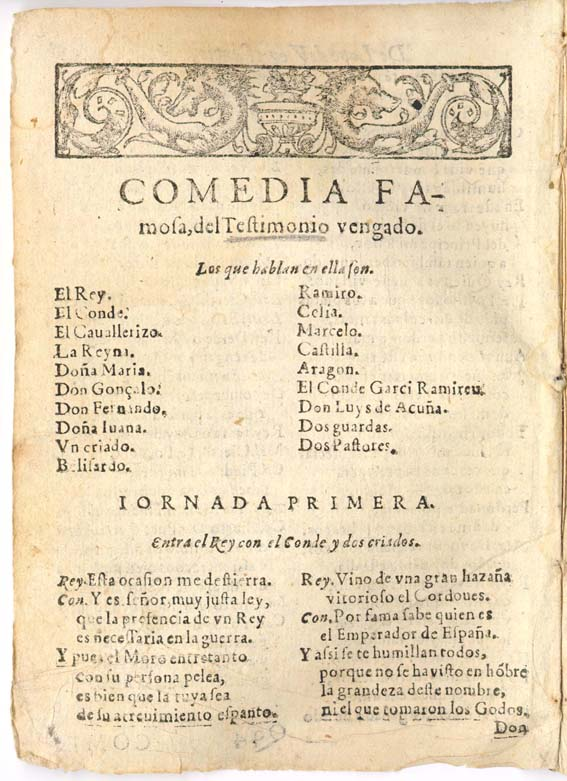
Frontespizio di El testimonio vengado

Fra il 1604 e il 1647, sono pubblicati venticinque tomi di Parti (Partes) che ricapitolano le commedie di Lope, ma egli poté collaborare soltanto per le prime.
Juan Pérez de Montalbán, un suo discepolo scrittore di commedie, afferma nella sua Fama postuma (Fama póstuma) che Lope scrisse circa milleottocento commedie e quattrocento atti sacri, di cui si è persa gran parte. Lo stesso autore fu più modesto e nelle sue opere stimò di averne scritti circa millecinquecento, inclusi gli atti sacri e altre opere sceniche, ma anche così sembra una cifra molto elevata. Per spiegarlo, Charles Vincent Aubrun ha supposto che il drammaturgo tracciava soltanto la trama e componeva alcune scene, mentre altri poeti e attori del suo studio completavano l'opera; senza dubbio i poeti del periodo dichiaravano di essere coautori di opere in collaborazione, così che questa tesi non può essere completamente sostenuta, sebbene la fama dell'autore consigliasse di non menzionare i suoi aiutanti per vendere meglio l'opera.
Rennert e Castro conclusero che la cifra dichiarata era esagerata e che si possono attribuire a Lope sicuramente 723 titoli, di cui 78 sono di attribuzione dubbiosa o errata, mentre se ne sono persi 219, così che il repertorio drammatico reale si riduce a 426 pezzi. Invece, Morley e Bruerton, utilizzando, anche se non esclusivamente, criteri metrici che si sono rivelati molto sicuri, restrinsero ancor di più i criteri, stabilendo indubitabilmente come sue 316 commedie, come dubbie 73 e, fra quelle comunemente attribuite a Lope, ne dichiararono 87 non sue. Di tutte queste si riconoscono come opere maestre, sebbene in tutte quelle scritte da Lope ci siano scene che mostrano la sua genialità, solo una ventina: Peribáñez (1610), Fuente Ovejuna (1612-1614), La dama sciocca (1613), Amar sin saber a quién (1620-1622), El mejor alcalde el rey (1620-1623), El caballero de Olmedo (1620-1625), La moza de cántaro, Por la puente, Juana (1624-1630), El castigo sin venganza (1631), Il cane dell'ortolano, El villano en su rincón, El duque de Viseo, Lo fingido verdadero. Marcelino Menéndez Pelayo, uno dei primi editori del suo teatro, divise le tematiche di queste opere in cinque grandi blocchi:
Commedie religiose
(di storia testamentaria, vita dei santi e leggende pietose): La creación del mundo (1631-35), La hermosa Ester (1610), Barlaan y Josafat (1611) su Buddha, El divino africano (1610), sulla vita di sant'Agostino, San Isidro de Madrid (1604-06), San Diego de Alcalá (1613). Inoltre vi sono atti sacramentali come El tirano castigado, opera di cui si conserva oggi una copia manoscritta di Ignacio de Gálvez.
Commedie mitologiche e di storia antica o straniera
Le prime si ispirano alle Metamorfosi di Ovidio, e sono drammi cortigiani, per l'alta aristocrazia, in cui gli stessi re o nobili sono ritratti. Sono anche chiamate "commedie di teatro, commedie di corpo, o commedie di rumore", con finali di deus ex machina: Adonis y Venus, El vellocino de oro (1620), El laberinto de Creta (1612-15). Fra quelle di storia straniera, vi sono El duque de Viseo (1608-09), Roma abrasada (1598-1600), El gran duque de Moscovia (1606), La reina Juana de Nápoles (1597-1603).
Commedie di ricordi e tradizioni storiche spagnole
Si fondano sugli stereotipi culturali spagnoli. El villano en su rincón (1614-1616), sulla vita rurale di Juan Labrador. Castelvines y Monteses (1606-12), basata su una novella di Matteo Bandello, memore di Shakespeare e del suo Romeo e Giulietta (1594-96) e in cui gli amanti finiscono per sposarsi e le famiglie si rappacificano. Fu imitato da Tirso de Molina ne Gli amanti di Teruel (Los amantes de Teruel) e da Hartzenbusch nel XIX secolo, con Los novios de Hornachuelos.
Commedie di pura immaginazione
Cavalleresche, pastorali, novellesche e di origine incerta. Alla fine del XVI secolo cominciarono a pubblicarsi in Spagna i romanzi popolari, che avevano origine nel Medioevo con tradizione orale e che furono compilati come Romancero general (1600). El caballero de Olmedo (1622), sul periodo di Giovanni II (1406-54). Le commedie pastorali imitano quelle del Rinascimento italiano, in particolare ispirandosi all'Arcadia di Sannazaro e alle ecloghe di Juan del Encina Garcilaso de la Vega, alla Diana di Jorge de Montemayor, ecc. Il pastor Fido di Battista Guarini (1585).
Commedie di costume
(di mali costumi, urbane e palatine).

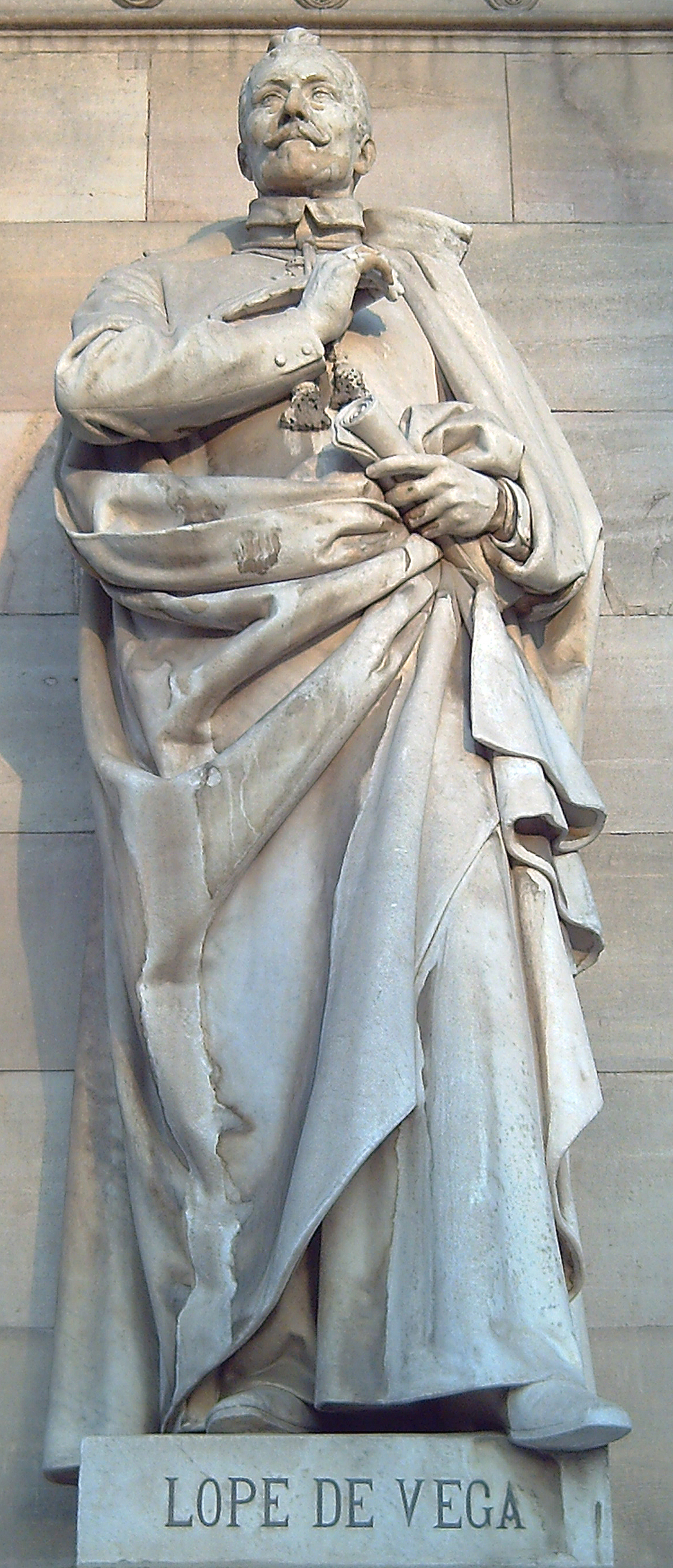
Statua di Lope de Vega a Madrid, per M. Fuxà (1892).

Aubrun riduce le tematiche delle commedie di Lope a tre: l'amore, l'onore e la fede. Ruiz Ramón preferisce invece parlare di drammi del potere ingiusto tra un nobile e un plebeo, o un plebeo e il re, o il re e il nobile; di drammi d'onore e di drammi d'amore.
Comunque, Lope de Vega creò il teatro classico spagnolo del Siglo de Oro con una nuova formula drammatica in cui mescolava il tragico e il comico e rompeva le tre unità che proponeva la scuola di poetica italiana (Castelvetro, Robortello) ispirata alla Poetica e alla Retorica di Aristotele: unità di azione (presenza di un'unica trama), unità di tempo (in 24 ore o poco più) e unità di luogo (che l'azione avvenga in un solo luogo o fra siti contigui), anche se quest'ultima fu tratta per deduzione dalle altre due e non è in realtà citata nella Poetica aristotelica. Per l'azione, le commedie di Lope utilizzano l'imbroglio all'italiana (che racconta due o più storie nella stessa opera, di cui una principale e l'altra secondaria, oppure una con protagonisti dei nobili e l'altra i loro servi plebei). Per il tempo, vi sono commedie che narrano la vita intera di un individuo, sebbene si faccia coincidere il passar del tempo con gli intermezzi. Inoltre, Lope de Vega non rispetta l'unità di stile che si trova abbozzata in Aristotele, e mescola nella sua opera il tragico al comico utilizzando diversi generi di versi e strofe in funzione di ciò che si rappresenta.
Utilizza il romance quando un personaggio fa relazioni o racconta fatti, l'ottava reale quando si fanno descrizioni; redondilla e quintilla quando si tratta di dialoghi, sonetti per i monologhi introspettivi o speranze o quando i personaggi devono cambiarsi l'abito, décima se si tratta di lamenti, ecc. Il verso predominante è l'ottonario; vi sono quindi endecasillabi e gli altri tipi di verso. Si tratta quindi di un teatro polimetrico e poco accademico, a differenza del teatro classico francese, e in questo senso è accomunato al teatro isabelino. D'altra parte, il tema domina sopra l'azione e questa sulla caratterizzazione. I tre temi principali del teatro sono l'amore, la fede e l'onore, e vi sono intermezzi lirici, molti dei quali di origine popolare (romancero, lirica tradizionale). Si colgono preferibilmente i temi relativi all'onore ("muovono con forza tutti", scrive Lope) e si rifugge la satira appena introdotta. Tutti questi precetti sono raccomandati da Lope a coloro che desiderano seguire la sua formula drammatica nella sua Arte nuova di fare commedie (Arte nuevo de hacer comedias, 1609), scritto in versi sciolti con molti paragoni, per un'accademia letteraria.
Le opere drammatiche di Lope furono composte solo per la scena e l'autore non ne conservava alcuna copia. L'esemplare pativa dei tagli, adeguamenti, ampliamenti e ritocchi degli autori, alcuni dei quali anche scrittori di commedie.

## La scuola drammatica di Lope de Vega
Molti drammaturghi si sono ispirati alle novità di Lope de Vega, perfezionandone addirittura il modello teatrale.
Fra i migliori di essi si possono annoverare Guillén de Castro, Antonio Mira de Amescua, Luis Vélez de Guevara e suo figlio, Juan Vélez de Guevara, Juan Ruiz de Alarcón e Tirso de Molina, mentre figure minori ma valide di questa scuola furono: Miguel Sánchez Requejo, Damián Salucio del Poyo (al quale dedicò la sua opera tragicomica Los muertos vivos, databile tra il 1599 e il 1602), Andrés de Claramonte, Felipe Godínez, Diego Jiménez de Enciso, Rodrigo de Herrera, Alonso Jerónimo de Salas Barbadillo, Jerónimo de Villaizán, Juan Pérez de Montalbán (al quale Lope dedicò la sua commedia La francesilla, verso il 1596), Luis Belmonte Bermúdez, Antonio Hurtado de Mendoza, Alonso de Castillo Solórzano, Alonso Remón y Jacinto de Herrera, più numerosi altri di fama e livello inferiore.